# Manuel Ayaviri
Manuel Ayaviri fue un cacique del Alto Perú que luchó en la Guerra de la Independencia.

## Biografía
Manuel Ayaviri, hijo de Pedro Nolasco Ayaviri, al producirse la Revolución de Mayo era cacique de Sacaca, ubicado en el Departamento de Potosí en tierras pertenecientes a Chayanta, en la jurisdicción del río Desaguadero que comprendía los pueblos de Tiahuanaco y Huaqui en el Alto Perú, territorios que actualmente conforman Bolivia.
La familia Ayaviri Coysara, mallkus o caciques de Sacaca era ya de importancia con anterioridad a la conquista incaica, como señores de la Confederación Kara de Charcas. 
Al extenderse la rebelión contra la dominación española en el Alto Perú, Ayaviri levantó a los indígenas que lo seguían participando en tres acciones: el ataque al ejército dirigido por el coronel Pablo Astete en Chayanta, sumándose a las tropas de Esteban Arze en Lagualagua y en Achooco, "donde fue la mortandad de los granaderos del capitán Vadillo" y en el encuentro en Caquiaviri con las tropas del coronel Gerónimo Lombera.
Para atraer a la población india emitió decretos en lenguas aborígenes suprimiendo el pago de tributos reales, eclesiásticos y el servicio de la mita.
En la población de Huaqui, sus hombres dieron brutal muerte al alcalde, hecho que causó consternación entre las mismas filas patriotas, en el Alto Perú y en la intendencia de Salta.

Tomado prisionero, en el Sumario seguido contra el cacique de Sacaca, Manuel Ayaviri, por delito de infidencia de 1812, manifestó que había actuado como comandante de indios solo por cuenta de la guerrilla del caudillo Manuel Muñoz Terrazas y que:
"contra su voluntad reclutó la indiada que ya se hallaba reclutada por otros en tres distintas ocasiones: la primera de un mil indios, la segunda de ochocientos, y la tercera de quinientos y que lo hizo temeroso de que lo pasasen los insurgente por las armas, como que así lo hubo de executar en varias ocasiones"